# Śmierć Pompejusza
Śmierć Pompejusza (fr. La Morte de Pompée) – tragedia Pierre’a Corneille’a wystawiona w sezonie 1643/1644, osnuta wokół wydarzeń związanych z ucieczką Pompejusza do Egiptu po klęsce pod Farsalos.

## Data powstania utworu
W grudniu 1642 roku zmarł Richelieu, zelżały represje, ujawniło się niezadowolenie z polityki kardynała. Corneille nie atakował jej, ale też nie bronił. Ganił oszczerców, którzy jeszcze niedawno schlebiali ministrowi królewskiemu, sam jednak unikał zajęcia wyraźnego stanowiska. Po śmierci króla w maju 1643 roku proces liberalizacji jeszcze się pogłębił. Nad świeżo zmarłym królem-okrutnikiem pastwili się pamfleciści. W wystawionej w sezonie 1643/1644 Śmierci Pompejusza Corneille włączył się w dyskusję, broniąc monarchę, co nie miał wad, choć ufał złym ministrom, odpowiedzialnym za samowolę i gwałt. Nową sztukę dedykował kardynałowi Mazarin.

## Osoby
| Osoba           | Jej rola w dramacie                    |
| --------------- | -------------------------------------- |
| Juliusz Cezar   |                                        |
| Marek Antoniusz |                                        |
| Lepidus         |                                        |
| Kornelia        | żona Pompejusza                        |
| Ptolemeusz      | król Egiptu                            |
| Kleopatra       | siostra Ptolemeusza                    |
| Fotyn           | Szef Rady Egiptu                       |
| Achillas        | wódz armii króla Egiptu                |
| Septymiusz      | trybun rzymski na żołdzie króla Egiptu |
| Charmiona       | dama do towarzystwa Kleopatry          |
| Achoreusz       | giermek Kleopatry                      |
| Filip           | wyzwoleniec Pompejusza                 |

## Treść
Akcja rozgrywa się w Aleksandrii w pałacu Ptolemeusza w roku 48 p.n.e.

### Akt I

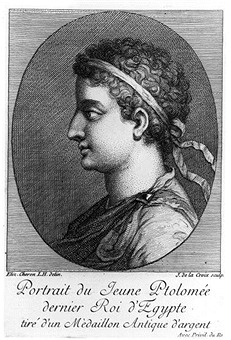
Ptolemeusz XIII Filopator

Król Ptolemeusz rozmawia ze swymi doradcami Fotynem, Achillasem i Septymiuszem na temat tego jak postąpić z Pompejuszem, który po klęsce pod Farsalos, przybył do Aleksandrii i prosi o pomoc. Doradcy pomimo pewnej rozbieżności zdań radzą królowi go zabić. Ptolemeusz wysyła więc Achillasa i Septymiusza, by dokonali morderstwa. Siostra Ptolemeusza, chociaż o jej wdzięki zabiega Cezar, uważa, że lepiej dla Egiptu będzie związać się z Pompejuszem. Jest oburzona niewdzięcznością brata dla ich dobroczyńcy, który osadził na tronie egipskim ich ojca. Ptolemeusz niepokoi się, co będzie mógł przeciwstawić wdziękom Kleopatry wobec Cezara. Fotyn jest zdania, że wystarczającym zadatkiem sojuszu będzie głowa Pompejusza.

### Akt II
Kleopatra wyznaje Charmionie, że ma nadzieję, dzięki zaangażowaniu Cezara, zostać panią połowy świata, jednak nie chce, by padł na nią cień niesławy, dlatego próbowała przeciwstawić się bratu, nie jest jednak w stanie wyrwać go spod wpływu Fotyna. Achoreusz przynosi wieści, że po wpłynięciu okrętu Pompejusza do portu, wódz rzymski przeszedł na okręt egipski, gdzie zginął z rąk Achillasa i Septymiusza, a jego głowę zaniesiono Ptolemeuszowi. Przed śmiercią nakazał żonie ucieczkę. Król egipski zapowiada siostrze, że ofiaruje Cezarowi w darze głowę Pompejusza i jej rękę. Kleopatra nie chce jednak być poręką jego władzy w Egipcie. Obawiając się jej knowań Ptolemeusz zastanawia się czy nie należałoby zgładzić siostry. Fotyn odradza mu wszakże ten czyn. Uważa, że lepiej będzie pozwolić Cezarowi na amory z Kleopatrą i w odpowiednim momencie zadać cios obojgu.

### Akt III
Achoreusz opowiada Kleopatrze o spotkaniu Ptolemeusza z Cezarem w porcie i o wręczeniu przez króla rzymskiemu wodzowi głowy Pompejusza. Ptolemeusz ofiaruje Cezarowi tron egipski, co stanowi obelgę dla republikanina. Cezar wyrzuca Ptolemeuszowi zbrodnię na bezbronnym Ptolemeuszu. Król broni się twierdząc, że w ten sposób usłużył Cezarowi. Ten jednak nie przyjmuje takiej służby, obiecuje wszakże ochronić krew królewską, jeśli Ptolemeusz wskaże, tych którzy są winni zamordowania króla Pontu. Antoniusz przekazuje Cezarowi, że Kleopatra uważała się za niegodną jego darów, jest jednak pewien jego powodzenia w miłości. Spotkanie Cezara z ukochaną opóźnia pojawienie się Septymiusza z pochwyconą podczas ucieczki Kornelią. Kornelia uznaje się za więźnia zwycięzcy swego męża i cieszy się, że nie wpadła w ręce jego mordercy. Cezar, który po bitwie pod Farsalos pragnął pojednania z Pompejuszem i przebaczył mu, otacza jego żonę opieką.

### Akt IV

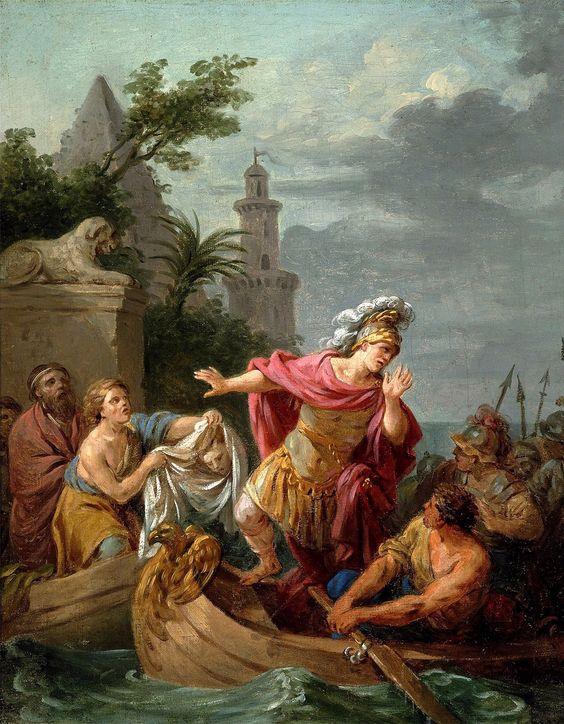
Przerażenie Cezara na widok głowy Pompejusza. L-F-J. Lagrenée. 1767.

Septymiusz przechodzi na służbę Cezara. Fotyn radzi w tej sytuacji Ptolemeuszowi, by nie polegał na łasce Cezara, lecz sprowadził nocą stacjonujący pod Aleksandrią 6-tysięczny oddział wojska egipskiego, a jednocześnie przy pomocy Germanów z armii Pompejusza niechętnych Cezarowi posłał skrytobójców przeciw swemu wrogowi. Kleopatra powiadamia brata, że Cezar okazał mu łaskę i zachowa go na tronie egipskim. Ptolemeusz prosi siostrę, by wstawiła się za jego doradcami, których Cezar chce stanowczo osądzić i stracić. Cezar ofiaruje Kleopatrze tron Egiptu i współrządy z bratem. Kleopatra wstawia się za Fotynem i Achillasem, kiedy zjawia się Kornelia z wiadomością o przygotowanym na Cezara spisku. Wprawdzie życzy mu śmierci, ale nie z rąk zabójcy jej męża.

### Akt V
Filip przynosi Kornelii urnę z prochami jej męża i przekazuje wiadomość, że Cezar, zgodnie z obietnicą stracił Fotyna. Kleopatra składa Kornelii kondolencje. Wdowa po Pompejuszu uświadamia jej jednak, że ich oczekiwania są odmienne. Podczas gdy Kornelia pragnie ukarania wszystkich winnych morderstwa jej męża, Kleopatra chciałaby zachować życie brata. Achoreusz przynosi wieści o zamieszkach, do jakich doszło w mieście i o bitwie morskiej pomiędzy Cezarem i Ptolemeuszem, zwycięskiej dla Cezara, podczas której zginął z rąk rzymskich, broniący Ptolemeusza, Achillas. Kleopatra jest przekonana, że bogowie wysłuchali jej modłów o życie brata, okazuje się jednak, że Ptolemeusz utonął uciekając ze swego okrętu. Cezar ubolewa, że nie udało mu się uratować króla egipskiego. Zaprasza też Kornelię, by udała się z nim  do Rzymu na uroczystości pogrzebowe ku czci jej męża. Kornelia nie chce jednak wziąć udziału w triumfie Cezara. Postanawia udać się z prochami męża do Aryki, do swych synów, mając nadzieję pomszczenia klęski i śmierci męża. Gdyby to się nie udało, jest przekonana, że Cezara zgubi miłość do Kleopatry. Cezar nic sobie jednak nie robi z przepowiedni nieszczęśliwej wdowy. Ofiarowuje Kleopatrze opustoszały tron egipski. Planuje też uroczystość pogrzebową ku czci Pompejusza.

## Analiza
Pisząc Pompejusza Corneille sięgnął do ulubionych swoich poetów-retorów rzymskichː Seneki, Stacjusza (którego dzieła przetłumaczy) i przede wszystkim Lukana, z którego Farsalii zaczerpnął fabułę, a nawet, jak sam przyznał, blisko 200 wierszy. Śmierć Pompejusza do dzisiaj urzeka widzów pięknymi, epickimi obrazami i gotowymi do heroicznych czynów, choć wyrażającymi swe uczucia w bardziej wykwintny sposób, bohaterami. Dramat nie ma już krzepkiej, klasycznej prostoty poprzednich dzieł, inne też, bardziej wyrafinowane, jest jego piękno.
Swoim dramatem autor włącza się w dyskusję na temat polityki Ludwika XIII i jego ministra. Ukazuje następstwa makiawelicznej polityki Richelieu'go. Gdyby nie przewrotny szef jego gabinetu król Ptolemeusz oparłby się pokusie i nie splamiłby tronu zdradą. Królewna Kleopatra stwierdza, że siebie i naród wyzwoli z tyranii, jeśli poskromi wpływowego doradcę.
Tak jak w poprzednich utworach Corneille’a, sztuka ma swego bohatera – Juliusza Cezara. Tym razem jednak ani jego łaska, ani pojęcie honoru, ani troska o dobro państwa nie stanowią siły integrującej. Cezar wprawdzie wybacza Pompejuszowi, ale to wybaczenie przychodzi za późno, bo dopiero po śmierci przeciwnika. Jego gest nie ma, jak łaska Augusta z Cynny, mocy pojednawczej. Kornelia po uroczystości żałobnej odpłynie do Kartaginy, by tam zebrać wojska i wywrzeć zemstę. Egipcjanie podniosą bunt przeciw rzymskiemu najeźdźcy i znów poleje się krew.